# 賡勳
賡勳(?—?)，号竹銘，顺天宝坻蒙古鑲白旗人，清朝政治人物、同進士出身。
光緒乙酉举人，庚寅贡士，甲午进士。同年五月，著交吏部掣签分发各省，以知县即用。